# باتريسيا ليونارد
باتريسيا ليونارد (بالإنجليزية: Patricia Leonard)‏ هي مغنية ومغنية أوبرا بريطانية، ولدت في 9 مارس 1936 في ستوك أون ترينت في المملكة المتحدة، وتوفيت في 28 يناير 2010 بسبب سرطان المريء.

## وصلات خارجية
- باتريسيا ليونارد على موقع IMDb (الإنجليزية)
- باتريسيا ليونارد على موقع ميوزك برينز (الإنجليزية)
- باتريسيا ليونارد على موقع قاعدة بيانات برودواي على الإنترنت (الإنجليزية)